# PIK FYVE quinasa
La PIKfyve o Fosfatidil inositol-cinasa
es una proteína con actividad enzimática que pertenece a la familia de las quinasas de fosfoinosítidos que contiene #Dominio FYVE. Es una proteína que codificada por el  gen PIKFYVE , está estrechamente relacionada con la dinámica de las vesículas intracelulares, entre otras funciones. 

## Características
La principal actividad enzimática de la quinasa PIKfyve es la fosforilación. Las quinasas de fosfoinosítidos, también conocidas como 1-fosfatidilinositol 3-fosfato 5-quinasa  son una familia de proteínas enzimáticas que transmiten señales en las células y ayudan a controlar la proliferación celular. En muchos tipos de tumores, estas proteínas se encuentran presentes en concentraciones más elevadas en relación a lo normal. 
La principal actividad enzimática de la PIKfyve es fosforilar (adición de un grupo fosfato a la proteína) PtdIns3P a PtdIns(3,5)P2. La actividad de PIKfyve es responsable de la producción tanto de PtdIns(3,5)P2 como de fosfatidilinositol 5-fosfato (PtdIns5P).
PIKfyve es una proteína grande (887 aminoácidos y peso 237.136 Daltons)  que contiene varios dominios  funcionales (regiones específicas de la proteínas con funciones biológicas particulares, tal como la unión a otras moléculas, la catalización de reacciones cuando las proteínas tienen acción enzimática e interacción con otras proteínas)  y se expresa en varias isoformas generadas por empalme alternativo. Los clones de ADNc de humano de longitud completa informados codifican proteínas 887 residuos.
Al unirse directamente a la membrana PtdIns(3)P, el dominio FYVE de PIKfyve es esencial para localizar la proteína en la valva citosólica de los endosomas.  La alteración de la actividad enzimática de PIKfyve por mutaciones dominantes, por ablación mediada por ARNip (ARN interferente pequeño) o por inhibición farmacológica causan agrandamiento de los lisosomas y vacuolación citoplasmática debido a la alteración de la síntesis de PtdIns(3,5)P2 y al deterioro del proceso de fisión de los lisosomas y de la homeostasis. Por lo tanto, a través de la producción de PtdIns(3,5)P2, PIKfyve participa en varios aspectos de la dinámica vesicular, afectando así una serie de vías de tráfico que emanan o atraviesan el sistema endosómico en ruta hacia la red trans-Golgi o compartimentos posteriores a lo largo de la vía endocítica.

## Estructura de la proteína PIKfyve

### Estructura primaria
Globalmente la proteína PIKfyve es una proteína grande ~2000 aminoácidos y peso de 237.136 Daltons. PIKfyve tiene la siguiente estructura primaria, resultando de la transcripción del gen PIKFYVE localizado en el cromosoma 2 (humano) del cual este gen abarca 92691 pares de bases. La proteína PIKfyve resultante tiene una estructura primaria de 2098 aminoácidos y carece de una secuencia señal.
| Secuencia de aminoácidos de la proteína PIKFYVE (clave de una letra), de referencia Homo sapiens cromosoma 2, GRCh38.p14 |
| --- |
| MATDDKTSPTLDSANDLPRSPTSPSHLTHFKPLTPDQDEPPFKS AYSSFVNLFRFNKERAEGGQGEQQPLSGSWTSPQLPSRTQSVRSPTPYKKQLNEELQR RSSALADNSLQHPQENTDTRRKAEPTFGGHDPRTAVQLRSLSTVLKRLKEIMEGKSQD SDLKQYWMPDSQCKECYDCSEKFTTFRRRHHCRLCGQIFCSRCCNQEIPGKFMGYTGD LRACTYCRKIALSYAHSTDSNSIGEDLNALSDSACSVSVLDPSEPRTPVGSRKASRNI FLEDDLAWQSLIHPDSSNTPLSTRLVSVQEDAGKSPARNRSASITNLSLDRSGSPMVP SYETSVSPQANRTYVRTETTEDERKILLDSVQLKDLWKKICHHSSGMEFQDHRYWLRT HPNCIVGKELVNWLIRNGHIATRAQAIAIGQAMVDGRWLDCVSHHDQLFRDEYALYRP LQSTEFSETPSPDSDSVNSVEGHSEPSWFKDIKFDDSDTEQIAEEGDDNLANSASPSK RTSVSSFQSTVDSDSAASISLNVELDNVNFHIKKPSKYPHVPPHPADQKEYLISDTGG QQLSISDAFIKESLFNRRVEEKSKELPFTPLGWHHNNLELLREENGEKQAMERLLSAN HNHMMALLQQLLHSDSLSSSWRDIIVSLVCQVVQTVRPDVKNQDDDMDIRQFVHIKKI PGGKKFDSVVVNGFVCTKNIAHKKMSSCIKNPKILLLKCSIEYLYREETKFTCIDPIV LQEREFLKNYVQRIVDVRPTLVLVEKTVSRIAQDMLLEHGITLVINVKSQVLERISRM TQGDLVMSMDQLLTKPHLGTCHKFYMQIFQLPNEQTKTLMFFEGCPQHLGCTIKLRGG SDYELARVKEILIFMICVAYHSQLEISFLMDEFAMPPTLMQNPSFHSLIEGRGHEGAV QEQYGGGSIPWDPDIPPESLPCDDSSLLELRIVFEKGEQENKNLPQAVASVKHQEHST TACPAGLPCAFFAPVPESLLPLPVDDQQDALGSEQPETLQQTVVLQDPKSQIRAFRDP LQDDTGLYVTEEVTSSEDKRKTYSLAFKQELKDVILCISPVITFREPFLLTEKGMRCS TRDYFAEQVYWSPLLNKEFKEMENRRKKQLLRDLSGLQGMNGSIQAKSIQVLPSHELV STRIAEHLGDSQSLGRMLADYRARGGRIQPKNSDPFAHSKDASSTSSGQSGSKNEGDE ERGLILSDAVWSTKVDCLNPINHQRLCVLFSSSSAQSSNAPSACVSPWIVTMEFYGKN DLTLGIFLERYCFRPSYQCPSMFCDTPMVHHIRRFVHGQGCVQIILKELDSPVPGYQH TILTYSWCRICKQVTPVVALSNESWSMSFAKYLELRFYGHQYTRRANAEPCGHSIHHD YHQYFSYNQMVASFSYSPIRLLEVCVPLPKIFIKRQAPLKVSLLQDLKDFFQKVSQVY VAIDERLASLKTDTFSKTREEKMEDIFAQKEMEEGEFKNWIEKMQARLMSSSVDTPQQ LQSVFESLIAKKQSLCEVLQAWNNRLQDLFQQEKGRKRPSVPPSPGRLRQGEESKISA MDASPRNISPGLQNGEKEDRFLTTLSSQSSTSSTHLQLPTPPEVMSEQSVGGPPELDT ASSSEDVFDGHLLGSTDSQVKEKSTMKAIFANLLPGNSYNPIPFPFDPDKHYLMYEHE RVPIAVCEKEPSSIIAFALSCKEYRNALEELSKATQWNSAEEGLPTNSTSDSRPKSSS PIRLPEMSGGQTNRTTETEPQPTKKASGMLSFFRGTAGKSPDLSSQKRETLRGADSAY YQVGQTGKEGTENQGVEPQDEVDGGDTQKKQLINPHVELQFSDANAKFYCRLYYAGEF HKMREVILDSSEEDFIRSLSHSSPWQARGGKSGAAFYATEDDRFILKQMPRLEVQSFL DFAPHYFNYITNAVQQKRPTALAKILGVYRIGYKNSQNNTEKKLDLLVMENLFYGRKM AQVFDLKGSLRNRNVKTDTGKESCDVVLLDENLLKMVRDNPLYIRSHSKAVLRTSIHS DSHFLSSHLIIDYSLLVGRDDTSNELVVGIIDYIRTFTWDKKLEMVVKSTGILGGQGK MPTVVSPELYRTRFCEAMDKYFLMVPDHWTGLGLNC |

### Estructura secundaria
La proteína cuenta con 2 cadenas principales llamadas A y B.
La primera cadena A está compuesta de 6 hélices alfa y 10 láminas beta que son principalmente antiparalelas, separados por regiones intrínsecas desordenadas (IDR por sus siglas en inglés), algunas superando los 30 aminoácidos.
La segunda cadena B está constituida por 17 hélice alfa y 11 láminas beta antiparalelas, también separados por regiones intrínsecas desordenadas IDR.  Los IDR están menos presentes en esta cadena y siempre tienen menos de 30 aminoácidos.

### Estructura terciaria
La proteína PIKfyve presenta en su estructura varios dominios funcionales y regiones con actividades específicas que aseguran el buen funcionamiento de la proteína. Entre estos, encontramos los dominios de unión a lípidos, dominios de quinasa, dominios de interacción y regiones reguladoras.
Dominios de unión a lípidos se encargan de que PIKfyve pueda unirse a los fosfolípidos de membrana para su posterior fosforilación.
Dominios de quinasa son los responsables de la actividad enzimática catalítica característica de la PIKfyve. Gracias a estos dominios, se la da fosforilación de fosfolípidos (mayoritariamente lípidos de membrana), como es el caso (visto anteriormente en la introducción) de la fosforilación de PtdIns3P a PtdIns(3,5)P2.
Dominios de interacción permiten que PIKfyve se relacione con otras proteínas. Esta función repercute directamente en la función de señalización y en el tráfico de vesículas dentro de la célula.
Regiones reguladoras son las encargadas de regular, la actividad catalítica de la proteína, al igual que influye en la ubicación de esta en el interior de la célula.

### Estructura super-secundaria

#### Dedos de Zinc (Zinc Finger)

##### Dominio FYVE
El dominio dedo de zinc FYVE recibe su nombre de las cuatro proteínas ricas en cisteína : F ab 1 (ortólogo de levadura de PIKfyve ), Y OTB, V ac 1 (proteína de transporte de vesículas) y E EA1.

La proteína fosfatidilinositol 3-fosfato 5-quinasa (PIK FYVE) contiene un dominio de estructura de dedo de zinc que juega un papel crucial en su función e interacciones.  
Este dominio dedo de zinc consta de una serie de residuos de cisteína e histidina que coordinan dos iones de zinc (Zn), formando una estructura estable similar a un dedo. Este motivo estructural de unión al DNA, está compuesto de 25 a 30 aminoácidos.

## Gen
El gen PIKFYVE se ubica en el cromosoma 2, en su brazo largo q, concretamente en la banda 34; utilizando la sintaxis del locus, de manera resumida: 2q34.

## Modificaciones postraduccionales del genPIKFYVE

### Fosforilación
- Se autofosforila, lo que inhibe su propia actividad de fosfatidilinositol 3-fosfato 5-quinasa, estimula la actividad de la fosfatasa lipídica FIG4 y regula negativamente la formación de productos lipídicos.[24]
- Desfosforilada por FIG4 en el complejo regulador PI(3,5)P2, en Ser-48, Ser-1669 y Ser-2053 [24]
- Fosforilado en respuesta a la insulina en Ser-318 de manera dependiente de la proteína quinasa B (PKB)[25]

### Glicosilación
Glicosilación de PIKFYVE, añadiendo 1 glicano O-ligado en 4 posibles sitios : Thr90, Ser1433, Thr1436 and Thr1438.

## Funciones
La enzima está clasificada con el número EC: 2.7.1.150 

Los lípidos señalizadores de fosfoinosítidos son implicados en una gran cantidad de procesos celulares esenciales, como el mantenimiento de la homeostasis de la endomembrana, la vía endocítico-vacuolar, el tráfico lisosomal, el transporte nuclear, la progresión del ciclo celular y la señalización inducida por estrés o hormonas.

### Papel en el lisosoma
- Homeostasis iónica y pH: PIKfyve, a través de PI(3,5)P2, mantiene el equilibrio iónico lisosomal al interactuar con canales iónicos lisosomales como el canal TRP de mucolipina (TRPML1) y TPC. Eso se ha demostrado en estructuras de resolución atómica. La inhibición de PIKfyve altera el pH lisosomal, lo que afecta la función enzimática y la acidificación de los orgánulos.[28]
- Dinámica y tráfico de membranas: PIKfyve favorece la reformación de los lisosomas al regular la fisión de la membrana y la formación de túbulos. Su inhibición hace que los lisosomas se agranden debido a la fisión deficiente y al aumento de la fusión.[29]

### Papel en el endosoma
- Transporte retrógrado y reciclaje: PIKfyve es necesaria para el tráfico retrógrado de proteínas desde los endosomas hasta la red trans-Golgi (TGN). Además, juega un papel crucial en el reciclaje endocítico a la membrana plasmática y el reciclaje de receptores como AMPA e integrinas.[30]
- Regulación del reciclaje diferencial: PIKfyve influye en diferentes vías de reciclaje endosómico: regula positivamente la β1-integrina a través de la vía SNX17-Retromer y afecta negativamente a AMPAR a través de la vía SNX27-Retromer.[31]

### Papel en la autofagia
Pikfyve al ser una quinasa que sintetiza fosfatidilinositol 3,5-bifosfato (Ptdlns(3,5)P2) a partir de fosfatidilinositol 3-fosfato (Ptdlns3P), el cual es generado por la fosfatidilinositol 3-cinasa Vps34. Mientras que Ptdlns3P es necesario para los primeros estadios de formación de autofagosomas, el papel de Ptdlns(3,5)P2 en la autofagia es menos comprendido. Sin embargo, estudios han sugerido que PIKfyve y su producto, el Ptdlns(3,5)P2, son importantes en las fases siguientes del proceso autofágico, puntualmente en la degradación de autofagosomas.
El inhibidor de PIKfyve, MF4, ha sido útil durante la investigación para poder confirmar su función. La inhibición de PIKfyve con MF4 en las células en condiciones de inanición no afecta significativamente la formación de autofagosomas, pero si provoca una acumulación de GFP-LC3-II, un marcador de autofagosomas, lo que llevó a entender que el papel de PIKfyve es crucial para la degradación de estos compartimientos en los autolisosomas. El resultado de este efecto señala que PIKfyve pudiera estar más involucrado en la fusión de autofagosomas con lisosomas o en la degradación de los contenidos de los autolisosomas, ayudando así a la eliminación de los autofagosomas formados.
Los resultados de estos estudios llevaron a la conclusión de que PIKfyve tiene un papel en la última fase del proceso de la autofagia, cuyo proceso es esencial para mantener la homeostasis celular y la eliminación de materiales no deseados.

### Regulación transcripcional
Modulación de la expresión génica : en levaduras, PI(3,5)P2 interactúa con complejos de transcripción para modular la expresión génica. En células de mamíferos, la inhibición de PIKfyve afecta a factores de transcripción como TFEB   y regula positivamente los genes relacionados con la autofagia mediante la modulación de mTORC1.

### Efecto de la inhibición de la PIKFYVE sobre la degeneración de neuronas
Todos los métodos de inhibición de PIKFYVE prolongaron la vida de los distintos tipos de neuronas de ELA, Esclerosis Lateral Amiotrófica estudiados. Los investigadores descubrieron que la inhibición de PIKFYVE ayudó a las neuronas a eliminar las proteínas tóxicas mal plegadas, propensas a la agregación.Esto sucedió porque el gen PIKFYVE podría estar relacionado con la desactivación de la exocitosis, un proceso de eliminación de desechos. Por lo tanto, su inhibición activa el proceso de exocitosis de una versión tóxica de una proteína llamada TDP-43 que se ha relacionado con la ELA y otras enfermedades neurodegenerativas.

### Inhibición de PIKFYVE en tratamiento de cáncer
Se he demostrado que PIKFYVE regula negativamente la función de CD11c+ (células dendriticas, presentadoras de antígeno en su mayoría, son las responsables de la respuesta tisular inmune en varias condiciones patológicas). La ablación de PIKFYVE incita la función inmune de las células CD11+, y su inhibición está en estudio como posible tratamiento inmunoterapéutico contra el cáncer y desarrollo de tratamientos en vacunas que busquen reducir el crecimiento de tumores, debido a que la función de CD11+ es supriomida por PIKFYVE.
PIKFYVE es una proteína quinasa asociada a células dendríticas; su pérdida genética en células CD11+ junto con el uso de inhibidores farmecéuticos para PIKFYVE promueven la función de las células dendríticas y activan el proceso NF-kB. Por otra parta, solo la pérdida genética de PIKFYVE en las células dendríticas ya produce un efecto antitumoral y respuesta ICB (immune checkpoint blockade) en estudios in vivo.
En un estudio llevado a cabo por la Universidad de Michigan se demostró que PIKFYVE es expresando en las células del sistema inmune, pero que mientras más baja es su expresión en células dendríticas, mejor era la respuesta inmune de bloqueo (ICB) en cánceres de piel (melanoma) y cáncer del endometrio.
La pérdida de la actividad de PIKFYVE en células dendríticas tiene como consecuencia el aumento de la expresión superficial de MHC-I y MHC-II, así como moléculas coestimuladoras como son CD80, CD86 y CD40, esenciales para la efectividad de la activación de células T.
En células con menor expresión de PIKFYVE o con presencia de tratamiento de apilimod (inhibidor de PIKFYVE), aumenta la capacidad de presentación de antígeno en las células dendríticas, especialmente en la presentación cruzada por vía XCR1, lo cual concluyen con una mayor activación de CD8+ y CD4+ en células T.

### Interacciones
La proteína PIKfyve se asocia físicamente con su regulador, que es el ArPIkfyve (codificado en el genoma humano por el gen vAC14), Sac1 (que en su dominio presenta Ptdnlsns(3,5)P2 5-fosfatasa) y Sac3. Juntos, ArPIKfyve, Sac1 y Sac3 forman un complejo ternario estable y heterooligomerico. Para su plegamiento, se requiere de interacción de complejos homooligoméricos de ArPIkfyve.
PIKfyve también interactúa con el efector de Rab9 (RABEPK) y con JLP (adaptador de quinesina, codificado por el gen SPAG9). Gracias a estas interacciones, PIKfyve se une a endosomas transportados por microtúbulos hacia la red de tráfico de vesículas del trans-Golgi.
Bajo activación de los receptores del glutamato, PIKfyve se enlaza al glutamato y facilita la degradación de lisosomas dependientes de calcio por diferencia de voltaje (Cav1.2) mediante canales de tipo 1.2. Este enlace protege a las neuronas de la excitotoxicidad.
El término excitotoxicidad hace referencia a la liberación excesiva de glutamato (neurotransmisor) que provoca daños a nivel del sistema nervioso. Este daño celular es causado por la sobreestimulación de los receptores del glutamato, que permite que los iones de calcio entren a la célula en grandes cantidades. Esta entrada indiscriminada de calcio activa una serie de rutas que destruyen la estructura celular.
Por otra parte, PIKfyve también regula negativamente los iones de calcio que están involucrados en la exocitosis en células neuroendocrinas sin necesidad de afectar los canales de calcio dependientes del diferencia de potencial

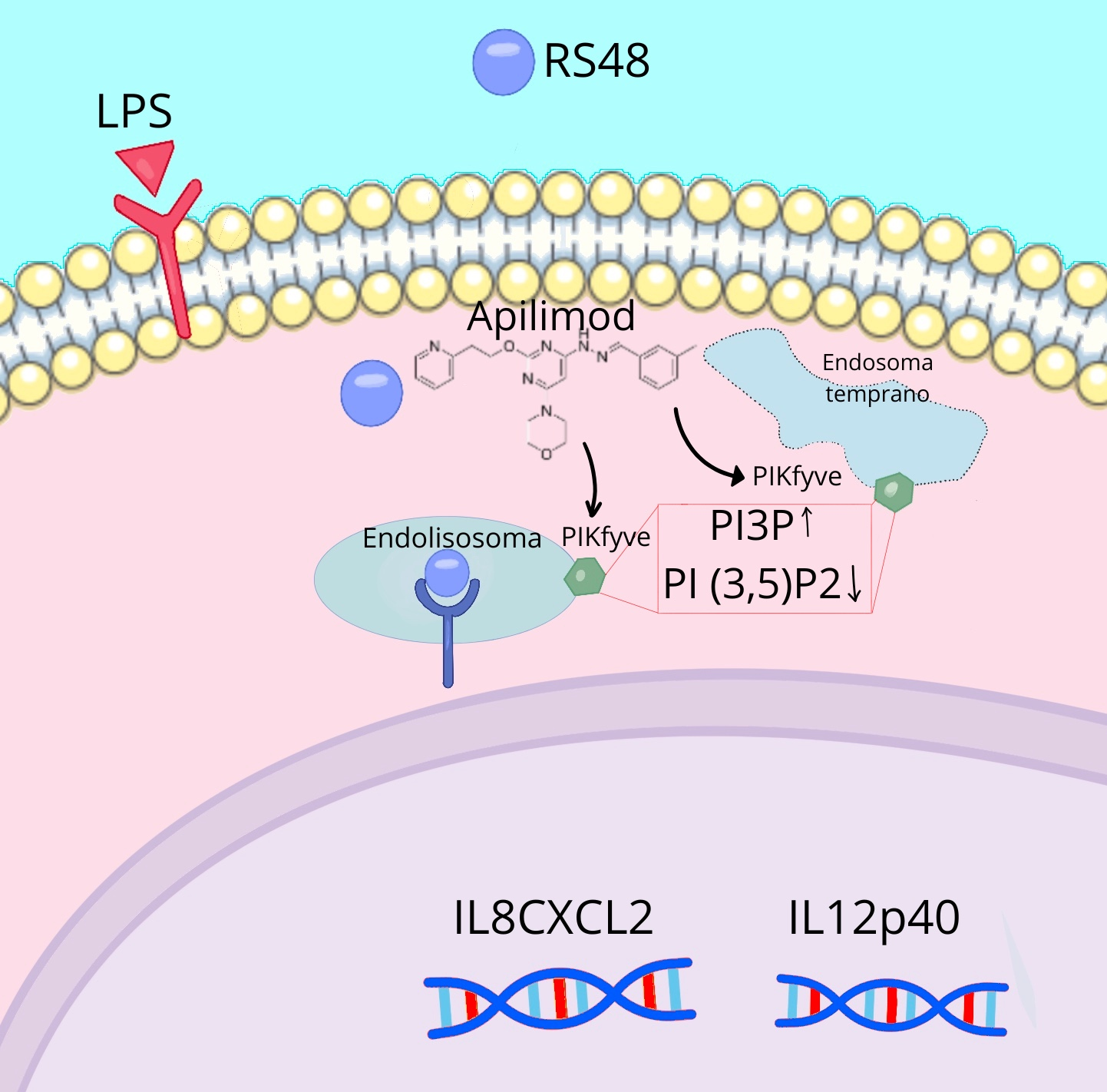
Diagrama del papel de PIKfyve en el tráfico endosomal. La molécula Apilimod inhibe a PIKfyve, una quinasa involucrada en la regulación de los niveles de fosfoinosítidos, específicamente PI3P (incrementa) y PI(3,5)P₂ (disminuye). Esta regulación afecta el transporte de endosomas tempranos y endolisosomas en respuesta a estímulos como LPS (lipopolisacárido), lo cual tiene implicaciones en la expresión génica de citoquinas proinflamatorias como IL8/CXCL2 e IL12p40.

## Deficiencia de PIKFYVE asociada a enfermedades
PIKFYVE tiene un rol muy importante en las funciones celulares, como se ha visto en párrafos anteriores; su alteración conlleva a consecuencias graves en animales y humanos.
En animales, por ejemplo, la deficiencia de PIKFYVE en levaduras de tipo Fab1 produce defectos severos en el crecimiento a causa de la pérdida completa del compuesto PI(3,5)P2. En ratones, causa alteraciones en el desarrollo embrionario temprano: si se produce una pérdida total de la proteína, se produce una muerte embriótica; si la alteración presenta un modelo PIKFYVE hipomórfico (aproximadamente se expresa un 10% de PIKFYVE corectamente) se produce muerte perinatal con daño neurodegenerativo severo y defectos multiorgánicos.
PIKFYVE también se relaciona con enfermedades prionarias. En modelos de ratones con déficit de PIKFYVE se aprecia una vacuolización extensiva cerebral parecida a las que ocurren en enfermedades causadas por priones. Las enfermedades prionarias reducen los niveles de PIKFYVE, lo cual contribuye a aumentar la propia patología del prión.
En humanos, también se producen alteración a causa del déficit de PIKFYVE; estas incluyen:
- Enfermedad de Charcot-Marie-Tooth tipo 4 (CMT4): causada por alteraciones homozigotas o heterozigotas que conducen a una reducción de la expresión del gen Fig4.[47]
- Esclerosis Lateral Amiotrofica (ELA): producida por mutaciones en el gen Fig4.[48][49][50]
- Esclerosis Lateral Primaria (ESP): producida por mutaciones en el gen Fig4.[51][52]
- Síndrome de Yunis-Varon: producida por una mutación homozigota nula en el gen Fig4,[53][54] y por variantes bialelicas del gen Vac14.[55]
- Desórdenes en la materia blanca del sistema nervioso central: producidos por mutaciones en el gen Fig4. [56]
- Distrofia corneal de François-Mouchetee-Fleck: causada por mutaciones en PIKFYVE.[57][58][59]
- Cataratas congénitas : causada por mutaciones en PIKFYVE.[60]